# بابونج أسطواني
بابونج أسطواني أو بابونج أقرع أو بابونج عَذْب (الاسم العلمي Matricaria discoidea)، نبات عشبي حولي من فصيلة النجمية.
ساقه منتصبة، كثيرة التفرع وكثيفة الأوراق. الأوراق كثيرة التقطيع. الرؤيسات الزهرية فردية على أطراف الفروع، خضراء اللون المُصْفَرّ، ذات قرص
مخروطي الشكل وأجوف، وهو خالٍ من اللُّسينات الطرفية. النبات عذب الرائحة. مصدر هذه النوع أمريكا الشمالية وشرق آسيا. أُدخل إلى أوروبا
في القرن التاسع عشر فقط، وكان ذلك عن طريق الحدائق النباتية.

## المركبات
زيت دهني، عصير مر: بكميات أقل مما عن البابونج الحقيقي. وهو معرق طارد للرَّيح وطارد للطفيليات.
إستعماله هو استعمال البابونج ذاته ولكنه لا يتحلى بالخصائص المضادة للالتهاب.